# Jan Kasl
Jan Kasl (* 31. prosince 1951 Praha) je český politik a architekt, v letech 1998 až 2002 primátor hlavního města Prahy a v letech 2002 až 2006 předseda strany Evropští demokraté. V současné době vede svou architektonickou kancelář Best Development Prague, od konce roku 2018 přejmenovanou na JK ARCHITEKTI.

## Životopis
Kasl absolvoval v roce 1976 Stavební fakultu ČVUT, obor architektura. Až do roku 1991 byl architektem v podniku Drupos Praha. V letech 1992–1998 byl ředitelem vlastního architektonického studia A projekt.
Kasl je podruhé ženatý s žurnalistkou Terezií, vnučkou Ferdinanda Peroutky. Z prvního manželství má tři dcery a osm vnoučat.
Ing. arch. Jan Kasl je laureát Ceny PŘÍSTAV, kterou mu v roce 2002 udělila Česká rada dětí a mládeže za podporu mimoškolní práce s dětmi a mládeží.
Od roku 2019 je předsedou České komory architektů.

## Působení v politice
Jan Kasl vstoupil do politiky v roce 1990, kdy byl kooptován za Občanské fórum jako 1. místopředseda ONV Praha 1 a ještě týž rok na čtyřleté období zvolen členem Zastupitelstva hlavního města Prahy, v letech 1993–1994 byl i členem Rady hlavního města Prahy. V roce 1991 vstoupil do ODS.
V roce 1998 byl do pražského zastupitelstva zvolen znovu. Ačkoli se očekávalo, že novým primátorem se stane tehdejší pražský lídr Jan Koukal, pro velký odpor mezi veřejností i samotnými členy ODS však byl primátorem zvolen tehdy nepříliš známý Jan Kasl.[zdroj?]
V listopadu 1999 prohrál souboj s Janem Bürgermeisterem o funkci šéfa pražské ODS. V prosinci 1999 veřejně přiznal, že vztah k jeho nejbližší spolupracovnici, tiskové mluvčí Terezii Jungrové, překročil pracovní rámec. Uvedl, že od 1. 1. 2000 povede Terezie Jungrová pouze odbor styku s veřejností, a zmínil, že sám je před rozvodem. V červenci 2000 se stal předsedou správní rady Nadačního fondu Ferdinanda Peroutky, který založila Terezie Jungrová. V roce 2001 bylo nejvyšším darem poskytnutým fondem 250 tisíc korun pro společnost Mediareport s.r.o. vlastněné Terezií Kaslovou (před svatbou Jungrová).

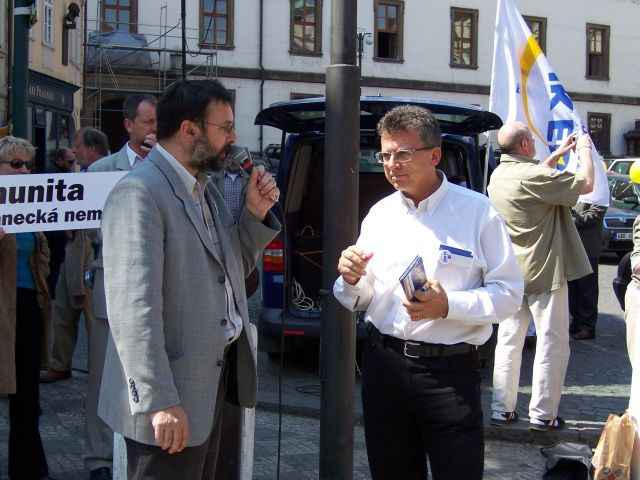
Jan Kasl v předvolební kampani v květnu 2006

V říjnu 2001 prohrál souboj s Janem Zahradilem o nominaci na post místopředsedy ODS. 30. května 2002 odstoupil z funkce primátora a následně vystoupil i z ODS. 3. června označil ODS za stranu „demagogů a zlotřilců". 6. června oznámil, že založí vlastní stranu a bude s ní kandidovat v podzimních volbách. O dva dny později vyšel rozhovor, ve kterém za hlavního protivníka označil ODS.
V lednu 2006 se Kaslova strana Evropští demokraté sloučila s SNK sdružení nezávislých ve stranu SNK Evropští demokraté a Kasl se stal výkonným místopředsedou strany a jejím lídrem pro parlamentní volby. Kvůli neúspěchu však po volbách odstoupil z vedoucích funkcí a zůstal řadovým členem. Následně se stal ředitelem VOŠ Institut informatiky.
Na konci ledna 2014 se dohodl s předsedou hnutí ANO 2011 Andrejem Babišem, že povede kandidátku ANO v komunálních volbách v roce 2014 do Zastupitelstva hlavního města Prahy. Na konci května 2014 se ale předsednictvo ANO usneslo, že Kasl kandidátku nepovede. Důvodem byly jeho rozepře s Radmilou Kleslovou, která se stala předsedkyní pražské organizace ANO. V komunálních volbách v roce 2014 nakonec kandidoval jako nestraník za sdružení SD-SN a SNK ED v rámci subjektu „Demokraté Jana Kasla“. Jakožto lídr kandidátky byl i kandidátem subjektu na post pražského primátora. Ve volbách však neuspěl. Poté definitivně odešel z politiky a věnoval se svému atelieru JK ARCHITEKTI. V dubnu 2019 byl zvolen předsedou České komory architektů.